# The Forbidden Girl
The Forbidden Girl (deutsch Das verbotene Mädchen) ist ein englischsprachiger Fantasy-Liebesfilm in 3D.
Regisseur Till Hastreiter hat in einem abgelegenen Thüringer Jagdschloss einen Genrefilm in 3D realisiert, der das romantische Hollywoodkino der 1940er Jahre zitiert und mit einer Fantasy-Geschichte verbindet. Der Film startete am 7. Februar 2013 in die Kinos.

## Handlung
Der junge Priestersohn Toby McClift verliert auf einem Friedhof durch den Angriff einer bestialischen Wolfskreatur in einer einzigen Nacht seine erste große Liebe Kathy und seinen Vater. Verzweifelt versucht Toby die Polizei von den übernatürlichen Umständen der Tat zu überzeugen, doch niemand glaubt ihm. Nach sechs Jahren in einer Anstalt für Geisteskranke wird Toby entlassen und beginnt als Hauslehrer in einem alten Schloss ein neues Leben. Die uralte Hausherrin Lady Wallace liegt im Sterben und wird vom manisch-aggressiven Butler Mortimer gepflegt. Toby soll hier die angeblich lichtkranke Nichte der Hausherrin Laura unterrichten. Als er seiner Schülerin das erste Mal begegnet, ist er wie vom Blitz getroffen. Vor ihm steht Kathy, seine verloren geglaubte Jugendliebe. Zu seinem Entsetzen bestreitet das Mädchen, ihn zu kennen. Auf der verzweifelten Suche nach dem Geheimnis des Mädchens verstrickt sich Toby tief in einem übernatürlichen Spiel aus Liebe, Verlangen und Eifersucht. Er wird zum Spielball in einem diabolischen Komplott übernatürlicher Lebewesen, die die Kraft von Werwölfen haben, die Magie von Hexen besitzen und trotzdem auf ewig Liebe suchen müssen, damit sie überleben können. Als Toby herausfindet, was wirklich mit Kathy geschehen ist, muss er mehr als sein irdisches Leben riskieren, um seine große Liebe der Finsternis zu entreißen.

## Hintergrund
Die Geschichte ist inspiriert von Filmen Victor Flemings, Robert Aldrichs und Edgar Wallaces.
Hastreiter und sein Team haben den Film mit über 220 Spezialeffekten in drei Jahren in einem selbstgebauten Studio auf einem Berliner Hinterhof auf eigene Kosten fürs Kino fertiggestellt.
The Forbidden Girl startet 2013 mit 150 Kopien in US-amerikanischen Kinos.

## Auszeichnungen
Während der CINEC 2012 hat die Vereinigung der europäischen 3D-Produzenten UP3D (Union des professionels de la 3D relief) dem Film den UP3D Excellence Award verliehen. Der Preis ging an Till Hastreiter für seine Regieleistung.
Beim 3D-Festival 2012 in Liège (Belgien) wurde The Forbidden Girl für den Hauptpreis nominiert.

## Kritik
Der Rezensent des Hamburger Abendblatts schreibt zu The Forbidden Girl unter anderem: Ein Film wie aus dem Lehrbuch für Schauergeschichten[…] Dass „The Forbidden Girl“ als Schauermär nicht so recht funktioniert, liegt zum einen an seiner Unentschiedenheit, die zwischen einem gewissen Realismus und lustvoller Übertreibung hin- und herpendelt, zum anderen an der Farblosigkeit der jungen Darsteller.